# Саутерк
Саутерк (англ. Southwark, i[ˈsʌðərk] SUDH-ərk) — район Центральний Лондона Великобританії, розташований на південному березі річки Темзи, утворюючи північно-західну частину ширшого сучасного лондонського боро Саутерк.
Саутерк згадується в «Книзі страшного суду» (1086) під назвою Sudwerc(h)a/Sudwerche.